# Sayyid Khidr Khan
Sayyid Khidr Khan fou un sobirà de l'Índia, fundador de la dinastia dels Sayyids (1414-1452), que va regnar a Delhi del 1414 al 1421. El seu títol de sayyid (descendent del Profeta) és dubtós, encara que segurament era considerat com a tal al seu temps. Era fill de Malik Sulayman, fill adoptiu de Mardan Dawlat, iktadar de Multan sota el sultà Firuz Xah Tughluq. A la mort de Mardan Dawlat el va succeir el seu fill Malik Shaykh i mort aquest el seu germa adoptiu Malik Sulayman; el fil d'aquest, Khidr Khan, va pujar al poder al lloc del seu pare abans del 1395.
El 1395 Khidr Khan apareix enfrontat a Sarang Khan, governador de Dipalpur i germà de Mallu Ikbal que no tardaria a obtenir tot el poder excepte la corona a Delhi. Khidr fou fet presoner a la lluita i Sarang va ocupar Multan. Però el 8 d'octubre de 1397 Sarang fou derrotat per Tatar Khan a la batalla de Kotla; Khidr Khan que per aquest temps es va poder escapar i es va unir a Tamerlà que poc després va envair el Panjab; l'avantguarda anava manada pel net de Tamerlà, Pir Muhàmmad i al seu darrere Tamerlà va creuar l'Indus el setembre de 1397 i va marxar cap a Delhi. Després d'haver hagut d'aixecar el setge d'Uchch, el net de Tamerlà va derrotar a Sarang Khan a la vora del Beas i va atacar Multan que es va rendir després d'un setge (1398). Sarang Khan Lodi va ser executat i Sayyid Khidr Khan fou reinstal·lat com a governador i rebé a més la ikta de Dipalpur. Tamerlà fins i tot el va nomenar governador de Delhi però Khidr no va anar a prendre possessió de la capital, tot i que en endavant es va declarar sempre virrei de Tamerlà.
El 14 de novembre de 1405 Mallu Ikbal, que tenia el poder a Delhi, es va enfrontar a Khidr Khan i fou derrotat i mort per aquest a la vora del Dhanda al districte d'Ajudhan. El sultà Nàssir-ad-Din Mahmud Xah Tughluq, exiliat a Kanauj on era un reietó local fou cridat pels influents nobles Dawlat Khan Lodi i Ikhtiyar Khani, fou restablert amb plens poders a Delhi el 1405. El gener de 1407 Khidr es va dirigir cap a Delhi i va ocupar Hisar Firuza i Sirhind, però la primera fou recuperada pel sultà Nàssir-ad-Din Mahmud Xah Tughluq el 1408. El gener de 1409 Khidr va enviar a un dels seus lloctinents de nom Malik Tuhfa, a assolar el Doab, mentre ell mateix avançava cap a Delhi i va assetjar a Mahmud Xah a Siri i a Ikhtiyar Khan a Firuzabad. Khidr es va haver de retirar per manca de subministraments però el 1410 va tornar i va conquerir Rohtak i va atacar després Delhi (1411) retirant-se altre cop. Mahmud Xah va morir el novembre de 1412 i Dawlat Khan Lodi fou proclamat sultà. El novembre/desembre de 1413, per tercera vegada, Khidr va avançar contra Delhi, assetjant la fortalesa de Siri que va resistir quatre mesos, fins que finalment Dawlat Khan es va rendir (1414) i fou enviat presoner a Hisar Firuza. El 6 de juny de 1414 Khidr Khan entrava a Delhi i es feia proclamar sultà fundant la dinastia dels Sayyids. Llegia la khutba en nom de Xah Rukh, fill i successor de Tamerlà la imatge i nom del qual va posar a les monedes.
El 1417 va obtenir permís de Shah Rukh per afegir el seu propi nom a les monedes però no es va titular sultà sinó rayat-i ala, equivalent a portaestendard (dels timúrides). Va tenir com a wazir a Tadj al-Mulk que era lleial i competent i va dirigir diverses campanyes cap al Panjab, contra els nobles rebels i contra alguns rages hindús que no pagaven tribut.
Va morir el 20 de maig de 1421 i el va succeir el seu fill Muizz al-Din Sayyid Mubarak shah (Sayyid Mubarak-Xah)